# Stadion olimpijski w Brisbane
Stadion olimpijski w Brisbane (ang. Brisbane Olympic stadium) – planowany wielofunkcyjny stadion w Victoria Park w Brisbane. Jego otwarcie zaplanowano na 2031 lub 2032 rok, przed Letnimi Igrzyskami Olimpijskimi i Paraolimpijskimi w 2032, podczas których ma pełnić funkcję głównej areny ceremonii otwarcia i zamknięcia oraz zawodów lekkoatletycznych.

## Lokalizacja
Stadion ma powstać w Victoria Park – parku wpisanym do rejestru dziedzictwa, położonym na pograniczu dzielnic Herston i Spring Hill, na północ od centralnej dzielnicy biznesowej Brisbane City. Spośród kilku rozważanych lokalizacji wybrano teren w pobliżu Gilchrist Avenue.

## Historia
W lipcu 2021 ogłoszono, że Brisbane zostało wybrane gospodarzem Letnich Igrzysk Olimpijskich i Paraolimpijskich w 2032, a stadion Brisbane Cricket Ground miał zostać przebudowany kosztem 1 mld dolarów australijskich (AUD) i rozbudowany do 50 tysięcy miejsc. W lutym 2023 ogłoszono, że koszty wzrosły do 2,7 mld AUD, co wywołało krytykę opinii publicznej i wycofanie poparcia ze strony władz Brisbane w grudniu 2023, które argumentowały, że projekt koncentruje się na kosztownych stadionach kosztem potrzeb transportowych miasta.
W marcu 2024 ogłoszono wyniki niezależnego przeglądu, w którym rekomendowano rezygnację z przebudowy Brisbane Cricket Ground oraz modernizację stadionów Lang Park i Queensland Sport and Athletics Centre. W sierpniu 2024 ogłoszono prywatną propozycję budowy stadionu w dzielnicy Northshore za 6 mld AUD, jednak rząd ocenił ją jako „nierealną”.
W październiku 2024, po zwycięstwie Liberal National Party w wyborach stanowych w Queensland, ogłoszono rozpoczęcie nowego, studniowego przeglądu projektów stadionów. W trakcie przeglądu ogłoszono kilka propozycji, m.in. budowę stadionu w Victoria Park, rekonstrukcję Brisbane Cricket Ground, projekt „Gabba West” i stadion na terenie Mayne Yard.
W marcu 2025 ogłoszono decyzję o budowie nowego stadionu olimpijskiego na 63 tysięcy miejsc w Victoria Park, którego koszt oszacowano na 3,785 mld AUD. Ogłoszono również, że Brisbane Cricket Ground zostanie wyburzony po igrzyskach i zastąpiony zabudową mieszkaniową, a nowy obiekt stanie się główną areną futbolową i krykietową Brisbane. Stadion zajmie mniej niż 10% powierzchni parku, a pozostałe 68% ma pozostać terenem zielonym. Decyzja spotkała się z krytyką ze względu na kulturowe znaczenie miejsca dla ludu Turrbal, a także obawy o utratę przestrzeni publicznej. Będzie to pierwszy nowy stadion wybudowany specjalnie na potrzeby letnich igrzysk od tego w Londynie w 2012.
Niedługo po ogłoszeniu budowy stadionu ogłoszono, że po igrzyskach nowy obiekt przejmie dotychczasowych użytkowników Brisbane Cricket Ground, w tym Brisbane Heat, Brisbane Lions i Queensland Bulls (reprezentacji Queensland w krykiecie mężczyzn). Zapowiedziano także, że na stadionie zostanie rozegrany pierwszy mecz testowy turnieju The Ashes 2033–34, a Brisbane Cricket Ground będzie gospodarzem corocznych meczów testowych Australii pomiędzy sezonami 2027–28 a 2031–32.